# Одивелаш (Феррейра-ду-Алентежу)
Одивелаш (порт.  Odivelas) - фрегезия (район) в муниципалитете Феррейра-ду-Алентежу округа Бежа в Португалии. Территория – 109,96 км². Население – 692 жителей. Плотность населения – 6,3 чел/км².